# Liste des récompenses et nominations de Johnnie To

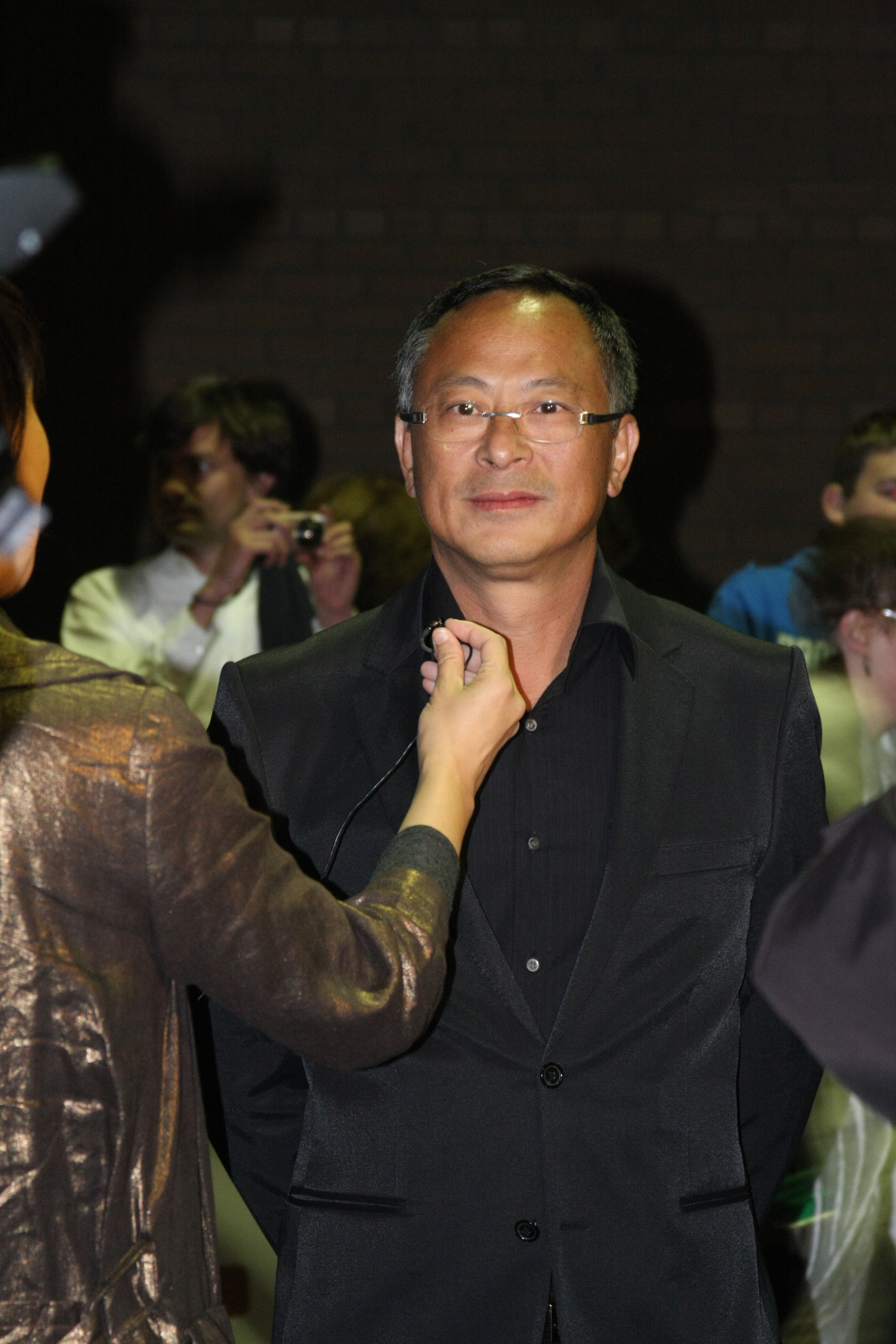
Johnnie To

Johnnie To est un réalisateur et producteur de Hong Kong dont le travail est régulièrement présenté dans les festivals du monde entier.

## Principales récompenses et nominations
| Hong Kong Film Awards | Hong Kong Film Awards              | Hong Kong Film Awards | Hong Kong Film Awards | Hong Kong Film Awards |
| Année                 | Film                               | Issue                 | Catégorie             |                       |
| --------------------- | ---------------------------------- | --------------------- | --------------------- | --------------------- |
| 1990                  | All About Ah-Long                  | Nomination            | Meilleur réalisateur  |                       |
| 1996                  | Loving You                         | Nomination            | Meilleur réalisateur  |                       |
| 1998                  | Lifeline                           | Nomination            | Meilleur réalisateur  |                       |
| 2000                  | Running Out of Time                | Nomination            | Meilleur réalisateur  |                       |
| 2000                  | The Mission                        | Lauréat               | Meilleur réalisateur  |                       |
| 2001                  | Needing You... (avec Wai Ka-fai)   | Nomination            | Meilleur réalisateur  |                       |
| 2002                  | Love on a Diet (avec Wai Ka-fai)   | Nomination            | Meilleur réalisateur  |                       |
| 2004                  | Running on Karma (avec Wai Ka-fai) | Nomination            | Meilleur réalisateur  |                       |
| 2004                  | PTU                                | Lauréat               | Meilleur réalisateur  |                       |
| 2005                  | Breaking News                      | Nomination            | Meilleur réalisateur  |                       |
| 2006                  | Election                           | Lauréat               | Meilleur réalisateur  |                       |
| 2007                  | Election 2                         | Nomination            | Meilleur réalisateur  |                       |
| 2007                  | Exilé                              | Nomination            | Meilleur réalisateur  |                       |
| 2008                  | Mad Detective (avec Wai Ka-fai)    | Nomination            | Meilleur réalisateur  |                       |
| 2009                  | Sparrow                            | Nomination            | Meilleur réalisateur  |                       |
| 2012                  | La Vie sans principe               | Nomination            | Meilleur réalisateur  |                       |

| Golden Horse Awards | Golden Horse Awards | Golden Horse Awards | Golden Horse Awards  | Golden Horse Awards |
| Année               | Film                | Issue               | Catégorie            |                     |
| ------------------- | ------------------- | ------------------- | -------------------- | ------------------- |
| 2000                | The Mission         | Lauréat             | Meilleur réalisateur |                     |
| 2003                | PTU                 | Nomination          | Meilleur réalisateur |                     |
| 2004                | Breaking News       | Lauréat             | Meilleur réalisateur |                     |
| 2005                | Election            | Nomination          | Meilleur réalisateur |                     |
| 2006                | Exilé               | Nomination          | Meilleur réalisateur |                     |

| Golden Bauhinia Awards | Golden Bauhinia Awards | Golden Bauhinia Awards | Golden Bauhinia Awards | Golden Bauhinia Awards |
| Année                  | Film                   | Issue                  | Catégorie              |                        |
| ---------------------- | ---------------------- | ---------------------- | ---------------------- | ---------------------- |
| 2000                   | Where a Good Man Goes  | Nomination             | Meilleur réalisateur   |                        |
| 2000                   | Running Out of Time    | Nomination             | Meilleur réalisateur   |                        |
| 2000                   | The Mission            | Lauréat                | Meilleur réalisateur   |                        |
| 2004                   | PTU                    | Lauréat                | Meilleur réalisateur   |                        |
| 2007                   | Exilé                  | Lauréat                | Meilleur réalisateur   |                        |

| Hong Kong Film Critics Society Awards | Hong Kong Film Critics Society Awards | Hong Kong Film Critics Society Awards | Hong Kong Film Critics Society Awards | Hong Kong Film Critics Society Awards |
| Année                                 | Film                                  | Issue                                 | Catégorie                             |                                       |
| ------------------------------------- | ------------------------------------- | ------------------------------------- | ------------------------------------- | ------------------------------------- |
| 1999                                  | A Hero Never Dies                     | Lauréat                               | Meilleur réalisateur                  |                                       |
| 2000                                  | The Mission                           | Lauréat                               | Meilleur réalisateur                  |                                       |
| 2004                                  | PTU                                   | Lauréat                               | Meilleur réalisateur                  |                                       |
| 2006                                  | Election                              | Lauréat                               | Meilleur réalisateur                  |                                       |
| 2007                                  | Exilé                                 | Lauréat                               | Meilleur réalisateur                  |                                       |

| Asia Pacific Screen Awards (en) | Asia Pacific Screen Awards (en) | Asia Pacific Screen Awards (en) | Asia Pacific Screen Awards (en)               | Asia Pacific Screen Awards (en) |
| Année                           | Film                            | Issue                           | Catégorie                                     |                                 |
| ------------------------------- | ------------------------------- | ------------------------------- | --------------------------------------------- | ------------------------------- |
| 2008                            | Sparrow                         | Nomination                      | Pour ses accomplissements dans la réalisation |                                 |

| Asian Film Awards | Asian Film Awards | Asian Film Awards | Asian Film Awards    | Asian Film Awards |
| Année             | Film              | Issue             | Catégorie            |                   |
| ----------------- | ----------------- | ----------------- | -------------------- | ----------------- |
| 2007              | Exilé             | Nomination        | Meilleur réalisateur |                   |

## Festivals
| Mostra de Venise | Mostra de Venise                | Mostra de Venise | Mostra de Venise | Mostra de Venise |
| Année            | Film                            | Prix             | Issue            |                  |
| ---------------- | ------------------------------- | ---------------- | ---------------- | ---------------- |
| 2004             | Judo                            | Lion d'or        | En compétition   |                  |
| 2006             | Exilé                           | Lion d'or        | En compétition   |                  |
| 2007             | Mad Detective (avec Wai Ka-fai) | Lion d'or        | En compétition   |                  |
| 2011             | La Vie sans principe            | Lion d'or        | En compétition   |                  |

| Festival de Cannes | Festival de Cannes                     | Festival de Cannes | Festival de Cannes | Festival de Cannes |
| Année              | Film                                   | Prix               | Issue              |                    |
| ------------------ | -------------------------------------- | ------------------ | ------------------ | ------------------ |
| 2004               | Breaking News                          | Palme d'Or         | Hors compétition   |                    |
| 2005               | Election                               | Palme d'Or         | En compétition     |                    |
| 2006               | Election 2                             | Palme d'Or         | Hors compétition   |                    |
| 2007               | Triangle (avec Tsui Hark et Ringo Lam) | Palme d'Or         | Hors compétition   |                    |
| 2009               | Vengeance                              | Palme d'Or         | En compétition     |                    |

| Berlinale | Berlinale | Berlinale | Berlinale      | Berlinale |
| Année     | Film      | Prix      | Issue          |           |
| --------- | --------- | --------- | -------------- | --------- |
| 2008      | Sparrow   | Ours d'or | En compétition |           |

| Festival du film policier de Cognac | Festival du film policier de Cognac | Festival du film policier de Cognac | Festival du film policier de Cognac | Festival du film policier de Cognac |
| Année                               | Film                                | Prix                                | Issue                               |                                     |
| ----------------------------------- | ----------------------------------- | ----------------------------------- | ----------------------------------- | ----------------------------------- |
| 2003                                | PTU                                 | Prix spécial du jury                | Lauréat Avec Lady Chance            |                                     |

| Festival du film de Changchun | Festival du film de Changchun | Festival du film de Changchun | Festival du film de Changchun | Festival du film de Changchun |
| Année                         | Film                          | Prix                          | Issue                         |                               |
| ----------------------------- | ----------------------------- | ----------------------------- | ----------------------------- | ----------------------------- |
| 2003                          | Breaking News                 | Cerf d'or                     | Lauréat                       |                               |

| FanTasia | FanTasia            | FanTasia                | FanTasia | FanTasia |
| Année    | Film                | Prix                    | Issue    |          |
| -------- | ------------------- | ----------------------- | -------- | -------- |
| 2000     | Running Out of Time | Meilleur film asiatique | Lauréat  |          |
| 2000     | The Mission         | Meilleur film asiatique | Lauréat  |          |

| Fantasporto | Fantasporto                            | Fantasporto                       | Fantasporto | Fantasporto |
| Année       | Film                                   | Prix                              | Issue       |             |
| ----------- | -------------------------------------- | --------------------------------- | ----------- | ----------- |
| 2008        | Triangle (avec Tsui Hark et Ringo Lam) | Section Orient Express Grand prix | Lauréat     |             |